# أليكس فنسنت
أليكس فنسنت (بالإنجليزية: Alex Vincent)‏ هو موسيقي أمريكي، ولد في 14 ديسمبر 1965 في ساكرامنتو في الولايات المتحدة.